# حصار نو (فيروزة)
حصار نو (بالفارسية: حصارنو) هي مستوطنة تقع في قسم فيروزة الريفي في إيران. يقدر عدد سكانها بـ 483 نسمة .